# 3P (ラジオ番組)
3P（さんぴー）とは九州朝日放送（KBCラジオ）で放送した平日夜の若者向けワイド番組。1990年4月から1996年3月まで放送。
番組タイトルは一度変更されており、前半の3年間は『ナイトスロープ3P』。後半の3年間は『中島浩二アワー THE3P』として放送。

## 概要
1990年4月、KBCラジオが報道、情報番組主体の大型編成『KBC-INPAX』を立ち上げた事に伴い、1983年5月から放送された若者向け夜ワイド番組『PAO〜N ぼくらラジオ異星人』が終了。その後番組として開始した。
当時、同局のラジオ番組は「スロープ」のタイトルが付けられ、それに倣う形で『ナイトスロープ3P』の番組タイトルとなった。1993年3月、KBC-INPAX編成が終了した際『中島浩二アワー THE3P』に番組タイトルを変更した。
放送時間は基本的に月曜 - 金曜 21:00～24:30であったが、ナイターシーズン中は『KBCジャンボナイター』終了後からの放送となり、毎日平均、数十分短縮された状態で放送していた。1990年度のナイターオフ期は『超学生ハビタ となりのハチャメちゃん』（文化放送）をネットしたため、21:40からスタートした。
パーソナリティは『PAO～N』の番組スタッフとして参加、番組に出演していた中島浩二が務め、アシスタントは開始当初、久村洋子アナ（当時）が「アルトマン・リカ」のマイクネームで担当した。
久村の降板後は前番組に倣い、女子大生がオーディションで選ばれ、「3Pギャル」として、日替わりで担当した。基本的には前番組を踏襲した内容となった。
大江千里や萩本欽一、加藤茶などの豪華ゲストが出演したことがあった。
1996年3月、6年間の放送を終了。中島は引き続き、後番組『ダブルバスターズ』のパーソナリティを務めた。

## 出演者
- 中島浩二（パーソナリティ）
- アルトマン・リカ（久村洋子）（KBCアナウンサー(当時)。初代アシスタント）
- 巽孝之（KBCアナウンサー(当時)。現・KBC報道部記者。番組初期の外中継リポーターを担当）
- おすぎ（新作映画紹介コーナーを担当）
- 和田安生（KBCアナウンサー(当時)、「和田君と中島君」担当）
- 武内裕之（KBCアナウンサー(当時)、期間途中から出演）
- 逸見明正（KBCアナウンサー(当時)、期間途中から出演）
- 3P両論（実は中島の上司）
- いしだしいたけ（チョコ玉たけし。3Pでのみ、使っていた芸名（中島が命名））
- 3Pギャル（後期アシスタント。メンバーは田村ゆかり、斉藤ふみ、物部純子、広橋奈美、末安彩衣子、すわひろこ、小松貴子ほか）

## 主なコーナー
- 電話しまくりチヨコ → クイズ ソラシドポン - リスナー参加型でイントロクイズを出題するコーナー
- キャンパス潜入ルポ
- 赤頭巾ちゃん食っちゃうぞ
- お笑い おハガキ道場
- アルトマン・リカの夜の診察室
- AMENITY倶楽部
- アーティストMUSIC情報
- 霊感ING
- 世にも奇妙な物語 - リスナーの創作ショートショートを紹介する
- 恐怖のハタチ女
- おまかせ 3Pギャル
- 金さんのドーンとやってみよう
- KO牧場の決闘
- 虫吉君の昆虫記
- 西鉄沿線探検隊 - 西日本鉄道提供のコーナー。西鉄の駅に黒田たけしが収録に向かい、集まったリスナーと共にノープランの探検をする。
- 夕方! チャンス
- キーワードでポン! - リスナーに電話をつなぎ、事前に中島が発表したキーワードを言うと賞金をプレゼントする。
- 武マッハ - 武内と番組スタッフ弥吉の掛け合いコント企画。やよしは「ぼっくん」と言うキャラで登場し、武内にピコピコハンマーの進化版のようなもので叩かれ、「痛ったーい、お兄さん」と愚痴るのが定番であった。
- モンキーです モンキーですコーナー - リスナーから楽曲の空耳を募集するコーナー。コーナー名は、ゴダイゴ「「Monkey Magic」」の一節が“モンキーです モンキーです”と聞こえる箇所から取られた。
- バナちゃんアップちゃんコーナー - 福岡ダイエーホークスに当時在籍していたトニー・バナザードとウィリー・アップショーに似た人を見た目撃談を募集する。
- 恋の伝言板 - リスナーから投稿されたラブレターを紹介する。男からの投稿は中島が、女からの投稿は3Pギャルが紹介した。BGMは、ティモシー・B・シュミット「So Much In Love（なぎさの誓い）」
- 和田君と中島君 - 中島の大学のサークルの先輩でもある和田との雑談コーナー。番組終了後はKBCテレビの深夜番組「オハコンTV！ZOOo-」内で、週1回のレギュラーコーナーとして継続。
- バナナっ娘CLUB - 番組が企画した現役女子高生アイドルグループ。作詞セニョール和田（和田安生）、作曲つんくによるオリジナル曲「ずっとそばにいてね」が制作された。
- 武一クラシック
- 君は僕の勇気 - タイトルは東野純直の楽曲から。内容は『欽ドン!』のコーナーである「レコード大作戦」の派生
- 企画大賞 - 番組内のコーナー案を投稿してもらい、発表するコーナー。実際に採用された企画もあり、採用者には賞金がプレゼントされた。
- クイズ・おのぼりさん - 1対1のリスナー参加型の電話クイズ。正解すると、1000円の賞金となるが、片方不正解の場合は相手に賞金が移る。両者不正解の場合は賞金はなし。鳴り物を鳴らして回答権を確保する早押し形式で5問出題され、全問正解で5000円獲得となると、KBCテレビのキー局であるテレビ朝日「クイズタイムショック」を模した「クイズ・おのぼりショック」に挑戦する。1分間10問出題され（1問につき6秒）、全問正解すると5人揃って、東京ディズニーランド旅行と副賞の賞金10000円 獲得となる
- タコ天 - 前番組で人気だった「わけありベストテン」の後継コーナー。当時『三宅裕司のいかすバンド天国』が人気だった事から、このタイトルになった。
- 音楽はヘッドバンギング盗作コーナー - この曲とあの曲は似ているという指摘を元に、それらの曲を聴き比べるコーナー。後に中島の持ち込み企画となり、中島が担当する同局のラジオ番組において、定番コーナーと化している
- 新作映画紹介コーナー - 映画評論家のおすぎと中島が新作映画を紹介する。
- ブッタマほっとステーション - 『内海ゆたおの夜はドッカーン!』（ニッポン放送）のコーナー番組をネット。放送時間は月 - 金曜 23:30 - 24:00。
- COKE TEENS CLUB - 『ブッタマほっとステーション』終了後のコーナー。ミュージシャンのインタビューコーナーや、九州各県のラジオ局をつないで、各局のラジオ番組のパーソナリティと中島のトークを放送した。
- ウッチャンナンチャンのラジオなやつら - ニッポン放送のラジオ番組をネット。放送時間は月 - 金曜 22:50 - 23:00
- ToshiのXハラスメント - ニッポン放送のラジオ番組をネット。放送時間は月 - 金曜 24:15 - 24:25
- 笑うDNA デオキシリボスケサン - 放送時間は月 - 金曜 23:00 - 23:10。九州のNRN系 民放ラジオ局(大分放送、長崎放送、熊本放送、宮崎放送、南日本放送)へネットした。